# Park Myeong-seok
Park Myeong-seok (kor. 박명석; ur. 9 stycznia 1970 w Kyungnam) – południowokoreański zapaśnik w stylu klasycznym. Dwukrotny olimpijczyk. Zajął jedenaste miejsce w Barcelonie 1992 i czternaste w Atlancie 1996. Startował w kategorii 82 kg.
Czterokrotny uczestnik mistrzostw świata, jedenasty w 1997. Wywalczył złoty medal na igrzyskach azjatyckich w 1998, w 2002 zaś zdobył srebrny medal. Złoty medal na igrzyskach wschodniej Azji w 1997. Zdobył pięć medali mistrzostw Azji, w tym cztery złote - 1989, 1992, 1993 i 1997 roku.